# Frigga pratensis
Frigga pratensis är en spindelart som först beskrevs av George William Peckham och Elizabeth Maria Gifford Peckham 1885.  Frigga pratensis ingår i släktet Frigga och familjen hoppspindlar. Inga underarter finns listade i Catalogue of Life.